# Serravalle Langhe
Serravalle Langhe est une commune de la province de Coni dans le Piémont en Italie.

## Géographie
Serravalle Langle est l'un des villages de la région des Langhe.

## Toponyme
Son nom provient de sa situation géographique au sommet d'une colline, lieu de naissance de trois vallées.

## Monuments
- Église du XVIIe siècle, dédiée à la Vierge. Peintures de l’école de Giotto dans la petite chapelle attenante.

## Administration
| Période                                  | Période  | Identité      | Étiquette    | Qualité |
| ---------------------------------------- | -------- | ------------- | ------------ | ------- |
| 28 juin 2004                             | En cours | Giovanni Oddo | Lista Civica |         |
| Les données manquantes sont à compléter. |          |               |              |         |

### Hameaux
Villa

### Communes limitrophes
Alba, Bossolasco, Bra, Cerreto Langhe, Ceva, Cissone, Feisoglio, Grinzane Cavour, Roddino